# José Luis González
José Luis González, född den 8 december 1957 i Villanueva de la Sagra, är en spansk före detta friidrottare som tävlade i medeldistanslöpning under 1980-talet. 
González främsta merit är silvret på 1 500 meter från VM i Rom 1987 där han bara fick se sig besegrad av Abdi Bile. Han blev även silvermedaljör två gånger vid inomhus-världsmästerskap. 1985 blev han tvåa bakom Mike Hillardt på 1 500 meter och 1989 var det Saïd Aouita som slog honom på 3 000 meter. 
Han har även fem gånger vunnit guld vid inomhus-EM.

## Personliga rekord
- 1 500 meter - 3.30,92 från 1985
- 3 000 meter - 7.42,93 från 1987
- 5 000 meter - 13.12,34 från 1987